# ТЕЦ Чехниця
ТЕЦ Чехниця — теплоелектроцентраль на південному заході Польщі у місті Сехніце, яка обслуговує розташоване поруч велике місто Вроцлав.
У 1911-му в Сехниці запустили перші дві турбіни потужністю по 2 МВт. В 1915-му до них додали третю з показником 4,2 МВт, а за три роки стала до ладу четверта потужністю 8,75 МВт.
На початку 1920-х спорудили котельню № 2 з вісьмома котлами і в 1922-му ввели дві турбіни по 9 МВт, після чого загальна потужність працюючого обладнання перевищила 30 МВт.
В 1927-му спорудили котельню № 3 з 11 котлами та димарем висотою 110 метрів, що дозволило додати турбіну з показником 30 МВт. В кінці 1930-х черговий агрегат довів загальну потужність станції до 75 МВт.
Під час Другої світової війни на станції почався черговий етап розширення, під час якого додали два котли, спорудили димар висотою 135 метрів та встигли ввести в експлуатацію 2 парові турбіни. На початку 1945-го на ТЕС працювали 13 котлів та сім агрегатів (турбіна № 4 була пошкоджена) загальною потужністю 120 МВт, ще одна турбіна потужністю 40 МВт знаходилась на етапі завершальної збірки. Хоча в кінці січня ТЕС потрапила під артилерійський обстріл, проте перебування за межами Бреслау врятувало її від великих пошкоджень під час наступної 2,5-місячної битви за це місто. Втім, невдовзі більшість обладнання вивезли до СРСР, при цьому під час відправки останнього генератора від його ваги завалився прогін залізничного мосту над Одером.
Полякам, яким за післявоєнним врегулюванням передали Силезію, на ТЕС Чехниця дістались лише турбіна № 3 потужністю 4,2 МВт та пошкоджена турбіна № 4. Після певних відновлювальних робіт станція пропрацювала до 1952-го, коли зупинилась внаслідок пошкодження генератора.
В 1955—1956 роках на майданчику запустили два енергоблоки нової ТЕС, при цьому використали споруджені німцями будівлі машинного залу, центрального млина та насосної станції (їх вартість оцінювалась у 15 % вартості всього об'єкту). Кожен блок мав два пиловугільні парові котли ОР-130, одну турбіну чеського Першого Брненського машинобудівного заводу потужністю 55 МВт та генератор Skoda.
В 1961-му запустили ще одну турбіну того ж виробника потужністю 32 МВт, живлення якої організували шляхом модернізації наявного котельного обладнання.
У 1982-му та 1983-му турбіни обох блоків замінили на теплофікаційні типу 7C50 виробництва ельблонзької компанії Zamech потужністю по 50 МВт, що дозволило перетворити об'єкт на теплоелектроцентраль та підключити його до системи центрального опалення Вроцлава.
В 2007-му найменш потужний агрегат № 3 вивели з експлуатації. А в 2010-му котел № 2 модернізували з використанням технології бульбашкового киплячого шару до рівня BFB-100, після чого перевели його на спалювання біомаси.
Наразі теплова потужність кожного блоку становить 123,5 МВт.
Станція продовжує використовувати димарі заввишки 110 та 135 метрів.
Забір води для охолодження здійснювався з річки Олава, допоки у 1967-му не спорудили насосну станцію на Одрі.